# Irlbachia cardonae
Irlbachia cardonae är en gentianaväxtart som först beskrevs av Henry Allan Gleason, och fick sitt nu gällande namn av Bassett Maguire. Irlbachia cardonae ingår i släktet Irlbachia och familjen gentianaväxter. Inga underarter finns listade i Catalogue of Life.